# لادیسلاو هروشووسکی
لادیسلاو هروشووسکی (انگلیسی: Ladislav Hrušovský؛ زادهٔ ۴ ژانویهٔ ۱۹۷۳) بازیگر اهل کشور اسلواکی است. وی از سال ۲۰۰۴ میلادی تاکنون مشغول فعالیت بوده‌است.
از فیلم‌ها یا برنامه‌های تلویزیونی که وی در آن نقش داشته‌است می‌توان به فرشته تبهکار اشاره کرد.